# Saddle Lake (Alberta)
Pour les articles homonymes, voir Saddle Lake.
Saddle Lake est une localité du Centre de l'Alberta au Canada. Elle est située sur la réserve indienne de Saddle Lake 125 de la Nation crie de Saddle Lake le long de la route 652 à environ 180 km au nord-est de la ville d'Edmonton, 26 km à l'ouest du bourg de Saint-Paul et 105 km au nord du bourg de Vegreville.

## Annexe